# 理容師養成施設
理容師養成施設（りようしようせいしせつ）は、理容師の養成施設。理容師学校とも呼ばれる。
多くは2年制、3年制の専門学校である。

## 主な養成施設指定校
（出典は特に明記がなければ公益社団法人理容美容教育センター養成施設一覧 に基づく）
- 北海道
  - 旭川理容美容専門学校
  - 北海道理容美容専門学校
  - 函館理容美容専門学校
  - 道東ヘアメイク専門学校
  - 札幌ビューティックアカデミー
  - 宇賀浦高等理容学校[2]
- 青森県
  - 八戸理容美容専門学校
  - 青森県ヘアアーチスト専門学校
  - 青森県ビューティー&メディカル専門学校
- 岩手県
  - 岩手理容美容専門学校
  - 盛岡ヘアメイク専門学校
  - 東北ヘアーモード学院
  - 北日本ヘア・スタイリストカレッジ
- 秋田県
  - 秋田県理容美容専門学校
- 宮城県
  - 仙台理容美容専門学校
  - 宮城県立聴覚支援学校[3]
- 山形県
  - 山形理容学校
- 福島県
  - 郡山理容学校
  - iwakiヘアメイクアカデミー
  - 福島県高等理容美容学院
- 茨城県
  - 茨城理容美容専門学校
  - 茨城県中央理容美容専門学校
- 栃木県
  - 国際テクニカル理容美容専門学校
- 群馬県
  - 群馬県理容専門学校
- 埼玉県
  - 埼玉県理容美容専門学校
  - 大宮理容美容専門学校
- 千葉県
  - 東洋理容美容専門学校
  - 千葉県立千葉聾学校
- 東京都
  - 窪田理容美容専門学校
  - 国際文化理容美容専門学校渋谷校
  - 中央理美容専門学校
  - 東京理容専修学校
  - 国際理容美容専門学校
  - 国際文化理容美容専門学校国分寺校
  - アポロ美容理容専門学校
- 神奈川県
  - 横浜市立横浜商業高等学校
  - アイム湘南理容美容専門学校
  - 湘南ビューティーカレッジ
  - 神奈川県立平塚ろう学校[4]
- 新潟県
  - 新潟理容美容専門学校
- 長野県
  - 松本理容美容専門学校
- 石川県
  - 石川県理容美容専門学校
- 富山県
  - 富山県理容美容専門学校
- 福井県
  - 福井県理容美容専門学校
- 静岡県
  - 静岡県西部理容美容専門学校
- 岐阜県

理容師養成施設なし
- 愛知県
  - アリアーレビューティー専門学校（旧・愛知理容美容専門学校）
  - 名古屋理容美容専門学校
  - 愛知県東三高等理容学校
  - 名古屋ビューティー専門学校
  - アクア理美容学校
- 三重県
  - ミエ・ヘア・アーチストアカデミー
  - 伊勢理容美容専門学校
- 滋賀県

理容師養成施設なし
- 奈良県
  - 奈良理容美容専門学校
- 京都府
  - 京都理容美容専修学校
  - BARBER　PRIDE -2023年4月開校予定（女性のみ）[5]
- 和歌山県
  - 和歌山県立和歌山ろう学校[6]
- 大阪府
  - 大阪中央理容美容専門学校
  - NRB日本理容美容専門学校
  - 高津理容美容専門学校
  - アイム近畿理容美容専門学校
  - 理容美容専門学校西日本ヘアメイクカレッジ
  - スタリアビューティーカレッジ大阪
- 兵庫県
  - 神戸理容美容専門学校
  - 尼崎理容美容専門学校
  - 姫路理容美容専門学校
- 鳥取県
  - 鳥取県理容美容高等専修学校
- 島根県
  - 松江理容美容専門学校
- 岡山県
  - 岡山県理容美容専門学校
- 広島県
  - 広島県理容美容専門学校
- 山口県
  - 下関理容美容専門学校
  - 山口理容美容専修学校
- 徳島県
  - 徳島県立中央テクノスクール[7][8]
  - 徳島県立徳島聴覚支援学校[9]
- 香川県

理容師養成施設なし
- 愛媛県
  - 東予理容美容専門学校
  - 河原ビューティモード専門学校
  - 愛媛県立松山聾学校[10]
- 高知県
  - 高知理容美容専門学校
- 福岡県
  - 福岡理容美容専門学校
  - ハリウッドワールド美容専門学校
  - 福岡南美容専門学校
  - 九州CTB理容美容専門学校
  - 飯塚理容美容専門学校
- 佐賀県
  - アイ・ビービューティカレッジ
- 長崎県
  - 長崎県立ろう学校[11]
- 熊本県
  - 熊本高等理容学校
  - 熊本県立熊本聾学校[12]
- 大分県
  - 大分県立聾学校[13]
- 宮崎県

理容師養成施設なし
- 鹿児島県
  - 鹿児島県理容美容専門学校
  - 鹿児島県立鹿児島聾学校[14]
- 沖縄県
  - 大育理容美容専門学校

## 理容師養成施設の減少
昨今の少子化及び社会情勢の変化等から、理容師・美容師試験の受験者数が減少していることに伴い、理容師養成施設の減少が続いている。